# La Loi de la prairie
Pour plus de détails, voir Fiche technique et Distribution.
La Loi de la prairie (Tribute to a Bad Man) est un film américain réalisé par Robert Wise, sorti en 1956.

## Synopsis
1875. L'intraitable Rodock, éleveur de chevaux, n'hésite pas à lyncher tout voleur surpris sur ses terres. Mais un jour, cerné par une bande de malfrats, il ne doit son salut qu'à l'arrivée de Steve Miller. Reconnaissant, il l'engage dans son ranch…

## Fiche technique
- Titre original : Tribute to a Bad Man
- Titre français : La Loi de la prairie
- Réalisation : Robert Wise
- Scénario : Michael Blankfort, d'après une histoire de Jack Schaefer
- Musique : Miklos Rosza
- Photographie : Robert Surtees
- Montage : Ralph E. Winters
- Direction artistique : Cedric Gibbons, Paul Groesse
- Décors : Fred M. MacLean, Edwin B. Willis
- Production : Metro-Goldwyn-Mayer
- Pays de production : États-Unis
- Format : Couleur CinemaScope
- Genre : Western psychologique
- Durée : 95 minutes
- Date de sortie : États-Unis : 30 mars 1956

## Distribution
- James Cagney (VF : Yves Brainville) : Jeremy Rodock
- Don Dubbins (VF : Philippe Mareuil) : Steve Miller
- Stephen McNally (VF : René Arrieu) : McNulty
- Irene Papas (VF : Paule Emanuele) : Jocasta Constantine
- Vic Morrow : Lars Peterson
- James Griffith (VF : Georges Aminel) : Barjak
- Onslow Stevens (VF : Jean Berton) : Hearn
- James Bell (VF : Jean Brochard) : L. A. Peterson
- Jeanette Nolan (VF : Héléna Manson) : Mme L. A. Peterson
- Chubby Johnson (VF : René Blancard) : Baldy
- Royal Dano (VF : Raymond Loyer) : Abe
- Lee Van Cleef (VF : André Valmy) : Fat Jones
- Peter Chong : le cuisinier

Acteurs non crédités
- John Halloran : un cowboy
- Tom London : un cowboy
- Bud Osborne : un cowboy

Cascades
Jack N. Young